# Дехцут
Дехцут (вірм. Դեղձուտ) — село в марзі Арарат, у центрі Вірменії. Село розташоване на лівому березі річки Азат, за 9 км на північний захід від міста Арташат, за 1 км на південь від села Вардашен, за 1 км на схід від села Мргануш, за 3 км на північ від села Каначут.